# Maria Barbara Bach
Pour les articles homonymes, voir Bach (homonymie).
Maria Barbara Bach, née à Gehren le 20 octobre 1684, et enterrée à Köthen le 7 juillet 1720, est la première femme de Jean-Sébastien Bach. Elle est également sa cousine au deuxième degré, puisque son grand-père Heinrich (1615-1692) et celui de Jean-Sébastien, Christoph (1613-1661) sont frères. Le couple eut sept enfants.

## Biographie
Le père de Maria Barbara, Johann Michael Bach (1648–1694), est un compositeur prolifique, organiste et Stadtschreiber, c'est-à-dire chef de la chancellerie municipale de Gehren. Il meurt alors que Maria Barbara a dix ans. Sa mère, Catharina Wedemann est originaire d'Arnstadt et sœur de la femme de son beau frère, Johann Christoph Bach. Elle meurt en 1704. Maria Barbara est accueillie dans la famille de sa mère, à Arnstadt.
En 1703, Jean Sébastien occupe à 18 ans la position d'organiste dans la nouvelle église d'Arnstadt. Il y inaugure le nouvel orgue le 13 juillet 1703, et prend sa fonction le mois suivant. Jean Sébastien et Maria Barbara se connaissent depuis cette époque. Après un séjour de quatre mois à Lübeck, Jean Sébastien est de retour à Arnstadt en 1706. Les relations avec le consistoire de l'église ne sont pas bonnes. Il se fait réprimander pour sa nouvelle façon de jouer, et le 11 novembre 1706, on lui demande qui est die fremde Jungfer (la jeune fille étrangère) qui est présente dans la galerie de l'orgue et dont la voix a été entendue quand il jouait dans l'église vide, sous-entendu qu'une telle situation est inconvenante. Cette jeune fille était peut-être Maria Barbara.
Le couple se marie le 17 octobre 1707 à Dornheim près d'Arnstadt. À cette époque, Jean Sébastien vient d'être nommé organiste à l'église saint Blaise (en) de Mühlhausen en Thuringe, un emploi qu'il occupe depuis le milieu de l'année 1707. Il reçoit en août 1707, en héritage de son oncle maternel Tobias Lämmerhirt, la somme de 50 Gulden (plus de la moitié de son salaire annuel, fixé à 85 Gulden et quelques avantages en nature), ce qui permet au couple de s'installer.
Le couple a sept enfants, dont quatre atteignent l'âge adulte. D'après leur fils Carl Philipp Emanuel qui, à l'époque, était âgé de six ans, la mort de Maria Barbara est soudaine et inattendue. Son mari se trouve alors avec la suite de son employeur, le prince Léopold d'Anhalt-Köthen, à Karlsbad. Bach a quitté sa femme en bonne santé, et quand il revient deux mois plus tard, il apprend qu'elle a été enterrée le 7 juillet 1720 au vieux cimetière de Köthen. La date précise de son décès n'est pas connue.

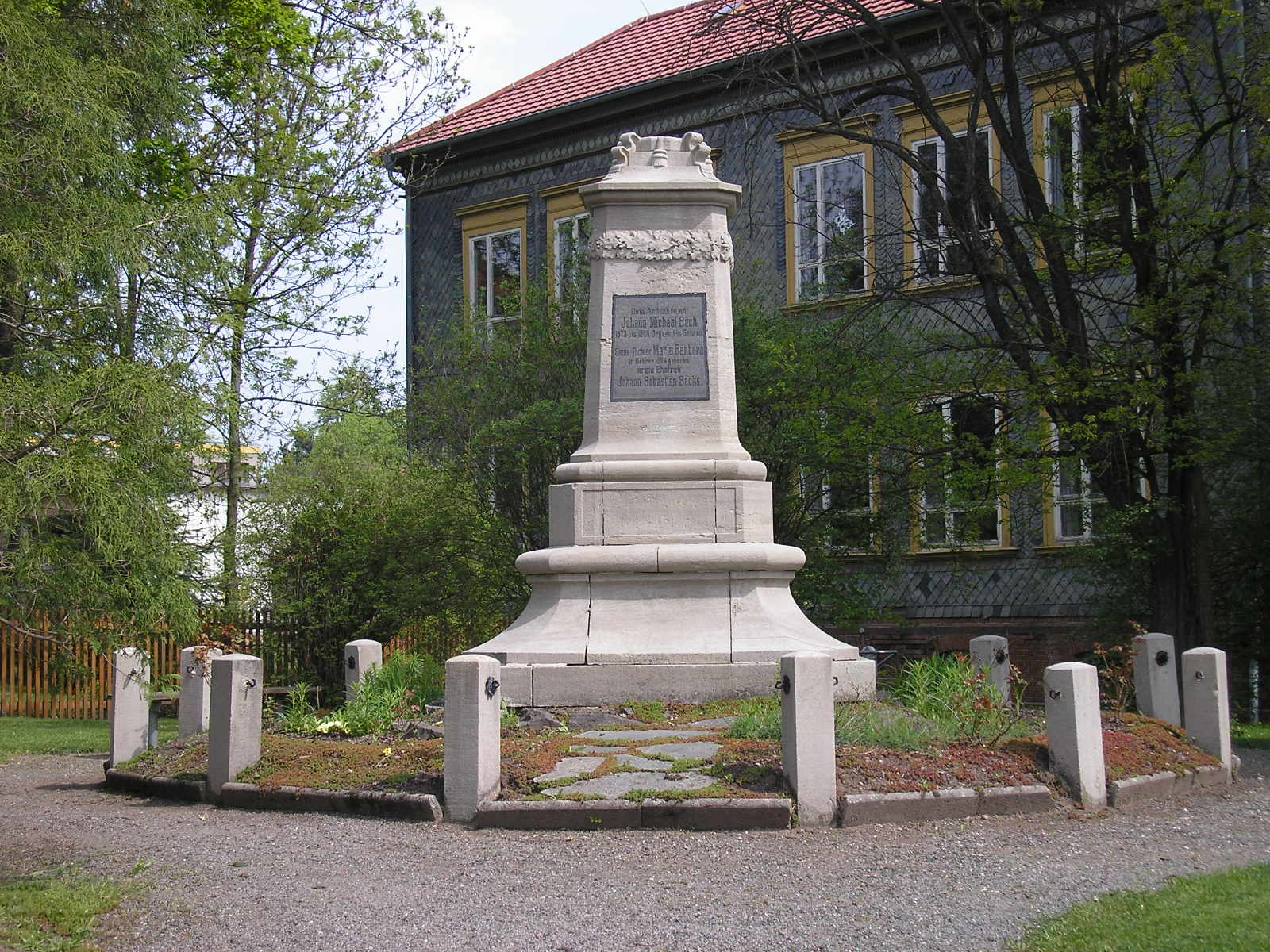
Mémorial de Gehren, en souvenir de Johann Michael Bach et de sa fille Maria Barbara Bach.

La ville de Köthen a érigé en 2004 une stèle commémorative en souvenir de Maria Barbara Bach au Friedenspark, à l'emplacement exact où se trouvait sa tombe avant que l'ancien cimetière ne soit transformé en parc. Un autre mémorial existe à Gehren en souvenir de son père et d'elle-même.
Le 3 décembre 1721, Bach se remarie avec Anna Magdalena Wilcke.

## Enfants
Avec Jean-Sébastien Bach, Maria Barbara eut sept enfants :
- Catharina Dorothea (baptisée à Weimar le 29 décembre 1708 - † Leipzig 14 janvier 1774)
- Wilhelm Friedemann, le Bach de Dresde ou de Halle (* Weimar 22 octobre 1710 - † Berlin 1er juillet 1784)
- Johann Christoph et Maria Sophia, jumeaux nés et morts le même jour (23 février 1713) à Weimar
- Carl Philipp Emanuel, le Bach de Berlin ou de Hambourg (* Weimar 8 mars 1714 - † Hambourg 14 décembre 1788)
- Johann Gottfried Bernhard (* Weimar 11 mai 1715 - † Iéna 27 mai 1739)
- Leopold Augustus (* Köthen 15 novembre 1718 - enterré à Köthen le 28 septembre 1719)

### Sources
- Charles Sanford Terry et Johann Nikolaus Forkel, Johann Sebastian Bach : His life, art and work, New York, Harcourt, Brace and Howe, 1920, 322 p. (lire en ligne) Le titre exact est : Johann Sebastian Bach, his life, art and work, translated from the german of Johann Nikolaus Forkel, with notes and appendices by Charles Sanford Terry. Le livre original de Forkel date de 1802, une première traduction anglaise de 1820.

- Charles Sanford Terry, Bach : A Biography (1928), Kessinger, 2003, 388 p. (ISBN 978-0766146778, lire en ligne)